# Jan-Marc Riegler
Jan-Marc Riegler  (* 18. April 1988 in Braunau am Inn) ist ein ehemaliger österreichischer Fußballspieler.

## Karriere
Riegler begann seine Vereinskarriere als Fußballspieler im Jahr 1994 im Nachwuchs seines Heimatvereins SV Braunau und kam von diesem 2002 zur SV Ried und danach in die AKA OÖ West. Nachdem er davor bereits für die zweite Mannschaft äußerst torgefährlich in Erscheinung getreten war, schaffte er 2006 den Sprung in den Kader der Bundesligamannschaft der Rieder. Ein Jahr später gab er sein Debüt in der höchsten österreichischen Spielklasse. 2006 durfte Riegler bereits kurzzeitig im UEFA-Cup ran. Nach Ende der Saison 2006/07 wechselte Riegler leihweise zu den in die Erste Liga aufgestiegenen Red Bull Juniors zu wechseln, um dort Spielpraxis zu sammeln. Da er überzeugen konnte, wurde er von Red Bull Salzburg fix verpflichtet. Im Sommer 2010 kehrte er nach Ried zurück.
Am Ende der Saison 2010/11 wurde er mit der SV Ried österreichischer Pokalsieger.
Ab Dezember 2013 fiel Riegler aufgrund einer Schambeinentzündung aus und war ab Juni 2014 vereinslos. Im Herbst 2014 war er noch davon überzeugt ein Comeback zu schaffen, beendete jedoch bald darauf offiziell seine Karriere als Aktiver.
International spielte der Verteidiger bei der U-19-Fußball-Europameisterschaft 2007, wo er mit Österreich in der Vorrunde ausschied. Danach bestritt er insgesamt sieben Spiele für die U-20-Auswahl seines Landes.
Während der COVID-19-Pandemie unterstützte er seinen ehemaligen Klub, die SV Ried, über den Verein Ried ein Leben lang, der fiktive Geisterspieltickets vertrieb, nachdem aufgrund der Pandemie keine Zuschauer mehr in den Stadien zugelassen waren.

## Erfolge
- österreichischer Pokalsieger 2011
- Europa-League-Qualifikation Teilnehmer mit der SV Ried (2011/2012)
- U19 EM-Endrunden Teilnehmer mit Österreich (Austragungsort: Oberösterreich)